# Perdita bellula
Perdita bellula är en biart som beskrevs av Philip Hunter Timberlake 1954. Den ingår i släktet Perdita och familjen grävbin. Inga underarter finns listade i Catalogue of Life.

## Beskrivning
Perdita bellula är ett litet bi, honan är omkring 3 mm lång, hanen knappt 2,5 mm. Den längsta vingen, framvingen, är knappt 2 mm lång. Huvud och mellankropp är svart med en blå eller, hos hanen, grön metallglans. Munskölden (clypeus, sitter ovanför käkarna) och området just ovanför är vitaktig till beige hos honan, mera blekgul hos hanen. Underläppen (labrum) under munskölden, är vit till vitaktig. Käkarna är vita med rödaktiga spetsar, även om det vita kan ersättas av gulbrunt hos honan. Antennerna är ljusbruna på ovansidan, medan undersidan är gråbeige hos honan, gulbrun hos hanen. Benen är beige med mörkare markeringar, medan vingribborna är brungula till bruna. Bakkroppen är mycket variabel, speciellt hos hanen: Den är vanligen en blandning mellan vitt och brungult, med det tre främsta tergiterna övervägande vita med brungula bakkanter, och tergit 5 till 6 med omkastat mönster. Många andra färgkombinationer är dock vanliga. Hos honan är bakkroppen i regel vit till blekt brungul, ibland med mörkare fläckar längs ryggen.

## Utbredning
Utbredningsområdet omfattar Sonora och Mojaveöknarna i södra Kalifornien, södra Nevada och västra Arizona i USA och Baja California i Mexiko. Arten är mycket vanlig.

## Ekologi
Habitatet utgörs av torra biotoper som öknar, där arten gärna söker sig till områden med markstörning som vägrenar.
Arten är aktiv mellan april och oktober, och flyger till strävbladiga växter som släktena Nama och Tiquilia samt slideväxter som släktet Eriogonum.